# Latarnia morska Ristna
Latarnia morska Ristna (est. Ristna tuletorn) – latarnia morska położona na zachodzie wyspy Hiuma na końcu półwyspu Kõpu, gmina Kõrgessaare, prowincja Hiuma. Oddalona jest o około 2 km na północny zachód od wsi Kalana.
19 października 1999 roku latarnię wpisano na listę narodowych zabytków Estonii pod numerem 23379. Na liście świateł nawigacyjnych Estonii - rejestrze Urzędu Transportu Morskiego (Veeteede Amet) w Tallinnie - ma numer 673.
Decyzja o budowie drugiej latarni morskiej na półwyspie Kõpu zapadła w 1873 roku. Spowodowane to było częstym występowaniem mgieł, które powodowały niewidoczność świateł latarni Kõpu. 30-metrową stalową wieżę latarni zbudowano w latach 1873-1874. W czasie I wojny światowej latarnia nie uległa większym zniszczeniom. Podczas wykonywania niewielkich napraw zdecydowano jednak, że w celu zwiększenia stabilności latarni, oraz aby ochronić jej stalową konstrukcję, w 1920 roku latarnia została przykryta betonową osłoną.
Obecnie latarnia z całym kompleksem otaczających budynków m.in. zbudowanym w XIX wieku domu latarnika, domów obsługi, budynkiem telegrafu, stacji syren oraz budynkami gospodarczymi stanowią zabytek architektury.